# Actinoptilon violatum
Actinoptilon violatum là một loài côn trùng trong họ Psychopsidae thuộc bộ Neuroptera. Loài này được Bode miêu tả năm 1953.